# Natação no Campeonato Mundial de Esportes Aquáticos de 2022 - 4x100 m medley feminino
A prova do revezamento 4x100 metros medley feminino da natação no Campeonato Mundial de Esportes Aquáticos de 2022 ocorreu no dia 25 de junho, em Budapeste, na Hungria.

## Recordes
Antes desta competição, os recordes mundiais e do campeonato nesta prova eram os seguintes:
| Tipo                  | Atleta         | Tempo     | Local   | Data                |
| --------------------- | -------------- | --------- | ------- | ------------------- |
|                       | Estados Unidos | 3m 50s 40 | Gwangju | 28 de julho de 2019 |
| Recorde do campeonato | Estados Unidos | 3m 50s 40 | Gwangju | 28 de julho de 2019 |

## Medalhistas
| Ouro | Prata                                                                                                 | Bronze |
| Estados Unidos · Regan Smith · Lilly King · Torri Huske · Claire Curzan · Rhyan White* · Alexandra Walsh* · Natalie Hinds* · Erika Brown* | Austrália · Kaylee McKeown · Jenna Strauch · Brianna Throssell · Mollie O'Callaghan · Madison Wilson* | Canadá · Kylie Masse · Rachel Nicol · Maggie Mac Neil · Penny Oleksiak · Ingrid Wilm* · Kelsey Wog* · Kayla Sanchez* |

*Participaram apenas das eliminatórias, mas também receberam medalhas.

## Cronograma
Todos os horários são locais (UTC+2). 
| Data        | Hora  | Evento        |
| ----------- | ----- | ------------- |
| 25 de junho | 09:39 | Eliminatórias |
| 25 de junho | 19:38 | Final         |

## Resultados

### Eliminatórias
Esses foram os resultados das eliminatórias. A prova foi realizada no dia 25 de junho com início às 09:39.
| Pos. | Bateria | Raia | Nacionalidade  | Nadadoras | Tempo   | Notas            |
| ---- | ------- | ---- | -------------- | --- | ------- | ---------------- |
| 1    | 2       | 4    | Austrália      | Kaylee McKeown (59.06) Jenna Strauch (1:07.79) Brianna Throssell (57.29) Madison Wilson (52.63)                    | 3:56.77 | Q                |
| 2    | 1       | 6    | Países Baixos  | Kira Toussaint (59.75) Tes Schouten (1:06.83) Maaike de Waard (57.45) Marrit Steenbergen (53.45)                   | 3:57.48 | Q                |
| 3    | 1       | 3    | Suécia         | Hanna Rosvall (1:01.05) Sophie Hansson (1:06.94) Louise Hansson (56.71) Sarah Sjöström (53.11)                     | 3:57.81 | Q                |
| 4    | 2       | 5    | Canadá         | Ingrid Wilm (59.54) Kelsey Wog (1:08.26) Maggie Mac Neil (57.23) Kayla Sanchez (53.35)                             | 3:58.38 | Q                |
| 5    | 2       | 6    | Itália         | Silvia Scalia (1:01.12) Arianna Castiglioni (1:06.29) Elena Di Liddo (57.79) Silvia Di Pietro (54.20)              | 3:59.40 | Q                |
| 6    | 2       | 3    | China          | Peng Xuwei (1:00.29) Yu Jingyao (1:07.70) Zhang Yufei (57.47) Yang Junxuan (54.09)                                 | 3:59.55 | Q                |
| 7    | 1       | 4    | Estados Unidos | Rhyan White (1:00.12) Alexandra Walsh (1:07.60) Natalie Hinds (58.88) Erika Brown (53.46)                          | 4:00.06 | Q                |
| 8    | 2       | 2    | França         | Emma Terebo (1:00.77) Adèle Blanchetière (1:08.99) Marie Wattel (57.83) Charlotte Bonnet (53.86)                   | 4:01.45 | Q                |
| 9    | 2       | 1    | Israel         | Aviv Barzelay (1:01.65) Anastasia Gorbenko (1:07.02) Lea Polonsky (59.42) Daria Golovaty (55.19)                   | 4:03.28 | Recorde nacional |
| 10   | 1       | 2    | Brasil         | Stephanie Balduccini (1:03.43) Jhennifer Conceição (1:07.30) Giovanna Diamante (58.37) Ana Carolina Vieira (55.49) | 4:04.59 |                  |
| 11   | 2       | 7    | Coreia do Sul  | Lee Eun-ji (1:00.79) Moon Su-a (1:09.56) Jeong So-eun (59.49) Hur Yeon-kyung (55.45)                               | 4:05.29 |                  |
| –    | 1       | 5    | Reino Unido    | Medi Harris (1:00.37) Molly Renshaw Laura Stephens Lucy Hope                                                       | DSQ     | DSQ              |
| –    | 1       | 1    | Tailândia      | DNS | DNS     | DNS              |
| –    | 1       | 7    | Grécia         | DNS | DNS     | DNS              |

### Final
A final foi realizada em 25 de junho às 19:38.
| Pos.              | Raia | Nacionalidade  | Nadadoras                                                                                                | Tempo   | Notas |
| ----------------- | ---- | -------------- | --- | ------- | ----- |
| Medalha de ouro   | 1    | Estados Unidos | Regan Smith (58.40) Lilly King (1:05.89) Torri Huske (56.67) Claire Curzan (52.82)                       | 3:53.78 |       |
| Medalha de prata  | 4    | Austrália      | Kaylee McKeown (58.77) Jenna Strauch (1:05.99) Brianna Throssell (57.19) Mollie O'Callaghan (52.30)      | 3:54.25 |       |
| Medalha de bronze | 6    | Canadá         | Kylie Masse (58.39) Rachel Nicol (1:07.17) Maggie Mac Neil (56.80) Penny Oleksiak (52.65)                | 3:55.01 |       |
| 4                 | 3    | Suécia         | Hanna Rosvall (1:00.72) Sophie Hansson (1:06.20) Louise Hansson (56.38) Sarah Sjöström (52.66)           | 3:55.96 |       |
| 5                 | 5    | Países Baixos  | Kira Toussaint (59.80) Tes Schouten (1:06.60) Maaike de Waard (57.39) Marrit Steenbergen (53.45)         | 3:57.24 |       |
| 6                 | 7    | China          | Peng Xuwei (59.96) Tang Qianting (1:06.62) Zhang Yufei (57.64) Yang Junxuan (53.51)                      | 3:57.73 |       |
| 7                 | 2    | Itália         | Margherita Panziera (1:00.35) Benedetta Pilato (1:07.00) Elena Di Liddo (57.45) Silvia Di Pietro (54.06) | 3:58.86 |       |
| 8                 | 8    | França         | Emma Terebo (1:00.58) Adèle Blanchetière (1:08.34) Marie Wattel (57.79) Charlotte Bonnet (53.23)         | 3:59.94 |       |

Legenda
| Recorde mundial       | Recorde mundial (World record)               |                       | Recorde africano                      | Recorde africano (African) |                                           | Q | Classificado por posição (Qualified) |
| Recorde do campeonato | Recorde do campeonato (Championship record)  | Recorde da América    | Recorde da América (Americas)         | q                          | Classificado por melhor tempo (Qualified) |   |                                      |
| Melhor marca do ano   | Melhor marca do ano (World leading)          | Recorde asiático      | Recorde asiático (Asian)              | DNS                        | Não largou (Did not start)                |   |                                      |
| Recorde nacional      | Recorde nacional (National record)           | Recorde europeu       | Recorde europeu (European)            | DNF                        | Não terminou (Did not finish)             |   |                                      |
| Recorde pessoal       | Recorde pessoal do atleta (Personal best)    | Recorde da Oceania    | Recorde da Oceania (Oceania)          | DSQ / DQ                   | Desclassificado (Disqualified)            |   |                                      |
| Recorde da temporada  | Recorde da temporada do atleta (Season best) | Recorde sul-americano | Recorde sul-americano (South America) | NM                         | Sem marca (No mark)                       |   |                                      |